# 2007 CU79
2007 CU79, também escrito como 2007 CU79, é um objeto transnetuniano que está localizado no Cinturão de Kuiper, uma região do Sistema Solar. Este corpo celeste é classificado como um cubewano. Ele possui uma magnitude absoluta de 8,2 e tem um diâmetro estimado com 101 km.

## Descoberta
2007 CU79 foi descoberto no dia 19 de janeiro de 2007 pelos astrônomos P. A. Wiegert e A. Papadimos.

## Órbita
A órbita de 2007 CU79 tem uma excentricidade de 0,026 e possui um semieixo maior de 43,203 UA. O seu periélio leva o mesmo a uma distância de 42,067 UA em relação ao Sol e seu afélio a 44,339 UA.